# Louis Remy de la Fosse
Louis Rémy de la Fosse (*  um 1659 in Frankreich; † 17. September 1726 in Darmstadt) war ein französischer Architekt des Barocks, der in Deutschland wirkte.

## Herkunft und Familie
Über seine Herkunft und Ausbildung ist wenig bekannt. Möglicherweise ist er Sohn des Malers Charles de Lafosse. Eventuell emigrierte er nach der Aufhebung des Edikts von Nantes aus Frankreich nach Deutschland. Dies scheint jedoch unwahrscheinlich, da er 1726 als Katholik beerdigt wurde. Er ist mit hoher Wahrscheinlichkeit Vater des Kartographen und Kupferstechers Georges Louis Le Rouge. Möglicherweise ist daher sein richtiger Name Nicolaus Le Rouge.

## Leben
Bis 1705 arbeitete er als Zeichner im Atelier von Johann Friedrich Eosander in Berlin. Aus dem Jahr 1705 ist sein nicht ausgeführter Entwurf für das Schloss Charlottenburg in Berlin überliefert.
Zum Jahresanfang 1706 wird er zum ersten Architekten am Hof Georg Ludwigs in Hannover ernannt.
Von 1706 bis 1709 arbeitete er in Hannover, in den Jahren 1710 und 1711 in Kassel und in der Folgezeit bis 1714 wieder in Hannover. Ab 1714 war er leitender Ingenieur in Darmstadt in den Diensten des Landgrafen Ernst Ludwig von Hessen-Darmstadt und leitete bis zu seinem Tode das gesamte Zivil- und Militärbauwesen. Er war außerdem für die Regulierung des Rheins und die damit verbundenen Wasserbauten verantwortlich. Ferner geht der Plan für ein Heckentheater im Großen Garten von Herrenhausen auf ihn zurück; die Abbildung findet sich im Stichwerk von Georges Louis Le Rouge.

## Werke

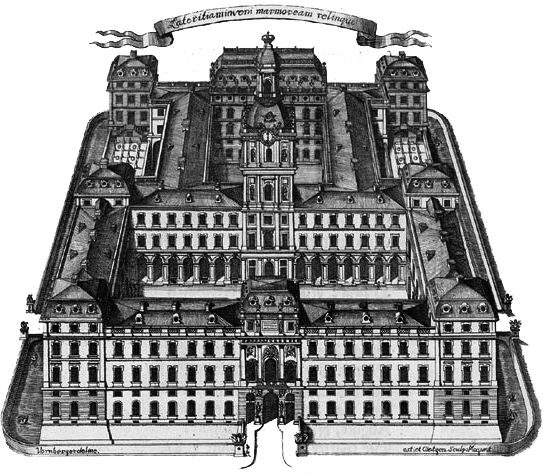
Umbauplan für das Residenzschloss in Darmstadt

- 1706 Rundpavillons im Großen Garten in Hannover-Herrenhausen.
- 1706–19: Ständehaus in der Osterstraße in Hannover (1881 für den Straßendurchbruch der Karmarschstraße abgebrochen).
- 1706–09 Jagdschloss Göhrde bei Lüneburg.
- 1707–09 Lusthaus Fantaisie für die Gräfin Kielmannsegg-Platen im späteren Georgengarten in Hannover-Herrenhausen (Sphingen an der Gartenseite des Wilhelm-Busch-Museums erhalten)
- 1709 Planung Schloss Wilhelmshöhe bei Kassel (nicht ausgeführt)
- 1709/10 Vorentwurf zur St. Clemenskirche Hannover.
- 1711 Ständehaus Hannover.
- 1711/12 Pagenhaus in Hannover-Herrenhausen.
- 1712 Neuer Marstall in Hannover (Tor neben dem Historischen Museum am Standort des früheren Brühltors)
- 1713 Plan für das Lustschloss Monbrillant im späteren Welfengarten in Hannover-Herrenhausen für den Grafen von Platen (ausgeführt um 1717–20 von J. C. Böhm).
- 1713 Schloss in Ostrau (Petersberg).
- 1715–26 Residenzschloss Darmstadt
- 1716–21 Orangerie in Darmstadt-Bessungen.
- 1717–19 Großherzogliches Palais (Heidelberg), Sitz der Heidelberger Akademie der Wissenschaften; gleichzeitig ließ der Auftraggeber Philipp Karl von Hundheim den baugleichen Hundheimer Hof (heute Stadthaus) in Kreuznach errichten.
- 1720 Planung für das Schloss Mannheim.
- 1723–32 Arbeiten am Schloss in Kleinheubach.
- ab 1723 in Schillingsfürst das fürstlich-hohenlohische Schloss dieses Ortes (fertiggestellt 1750).
- posthum nach von ihm entworfenen Plänen 1727–29 Holzhausenschlösschen in Frankfurt am Main

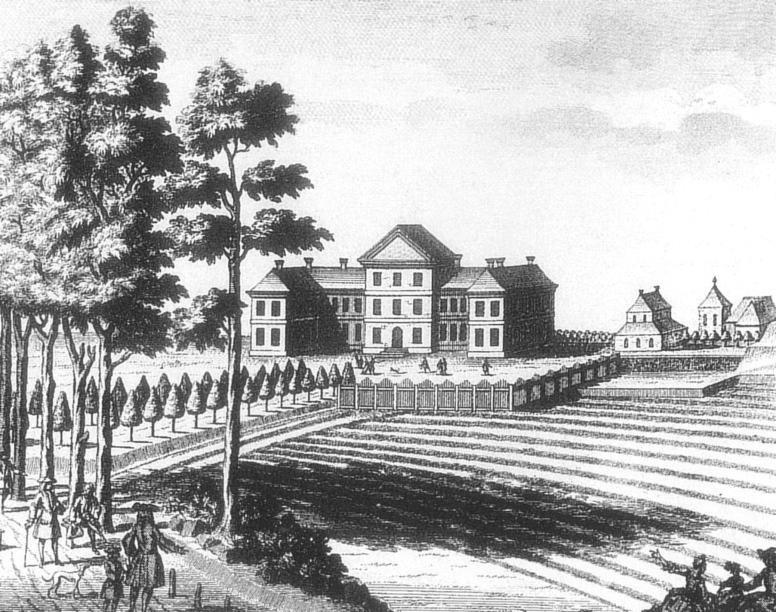
Lustschloss Monbrillant Hannover-Herrenhausen
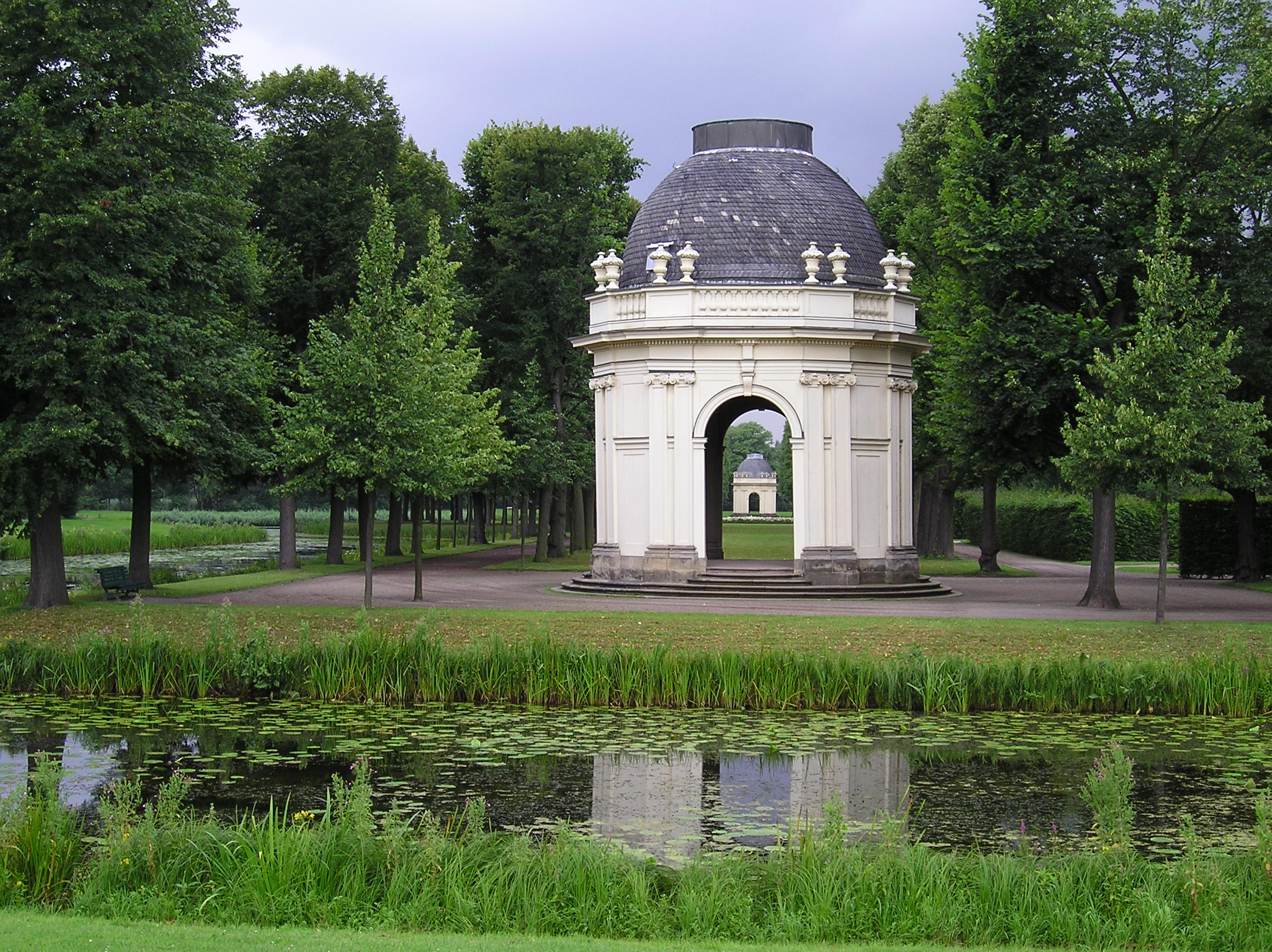
Rundpavillons im Großen Garten in Hannover-Herrenhausen
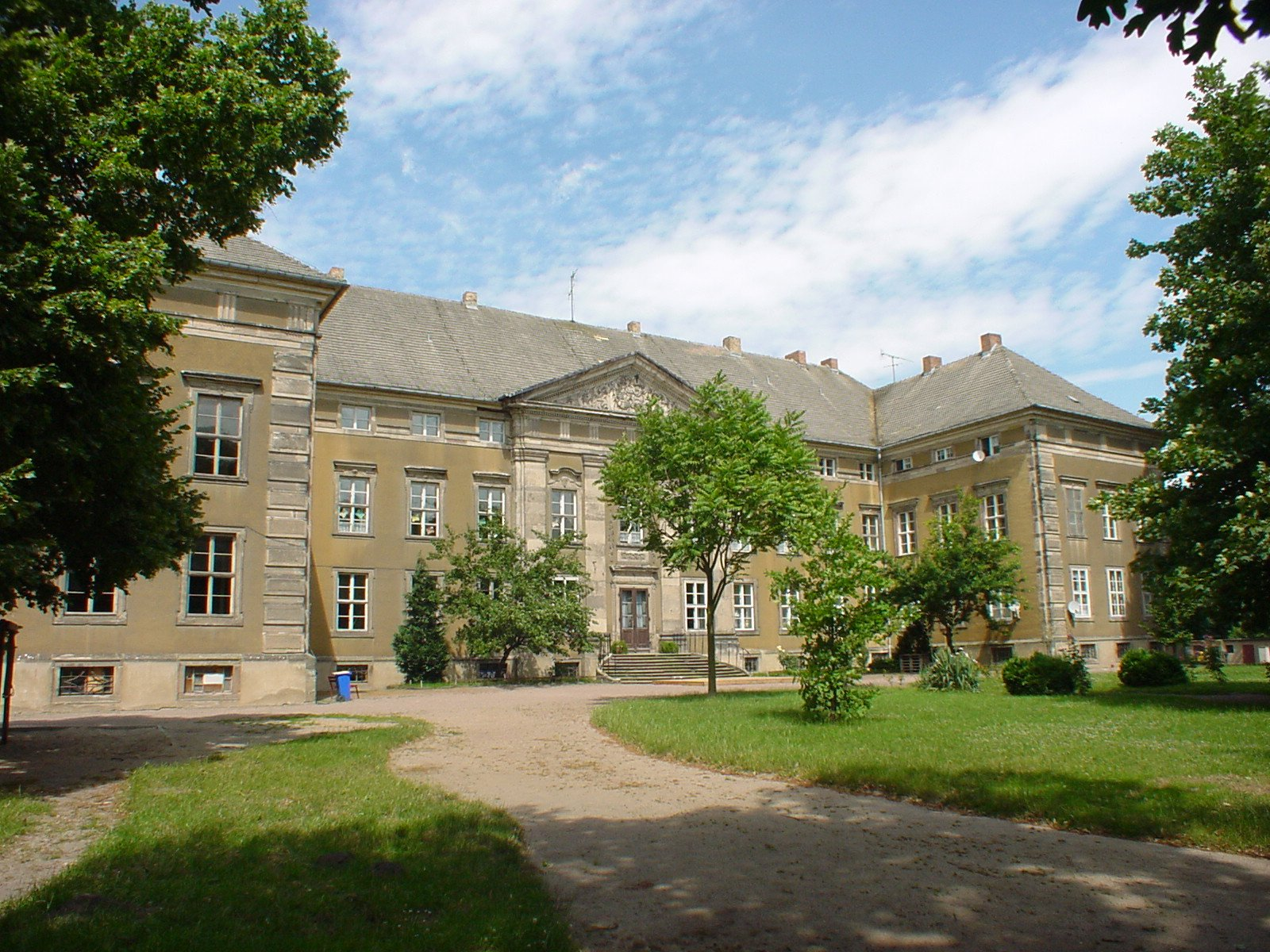
Schloss Ostrau (Petersberg)
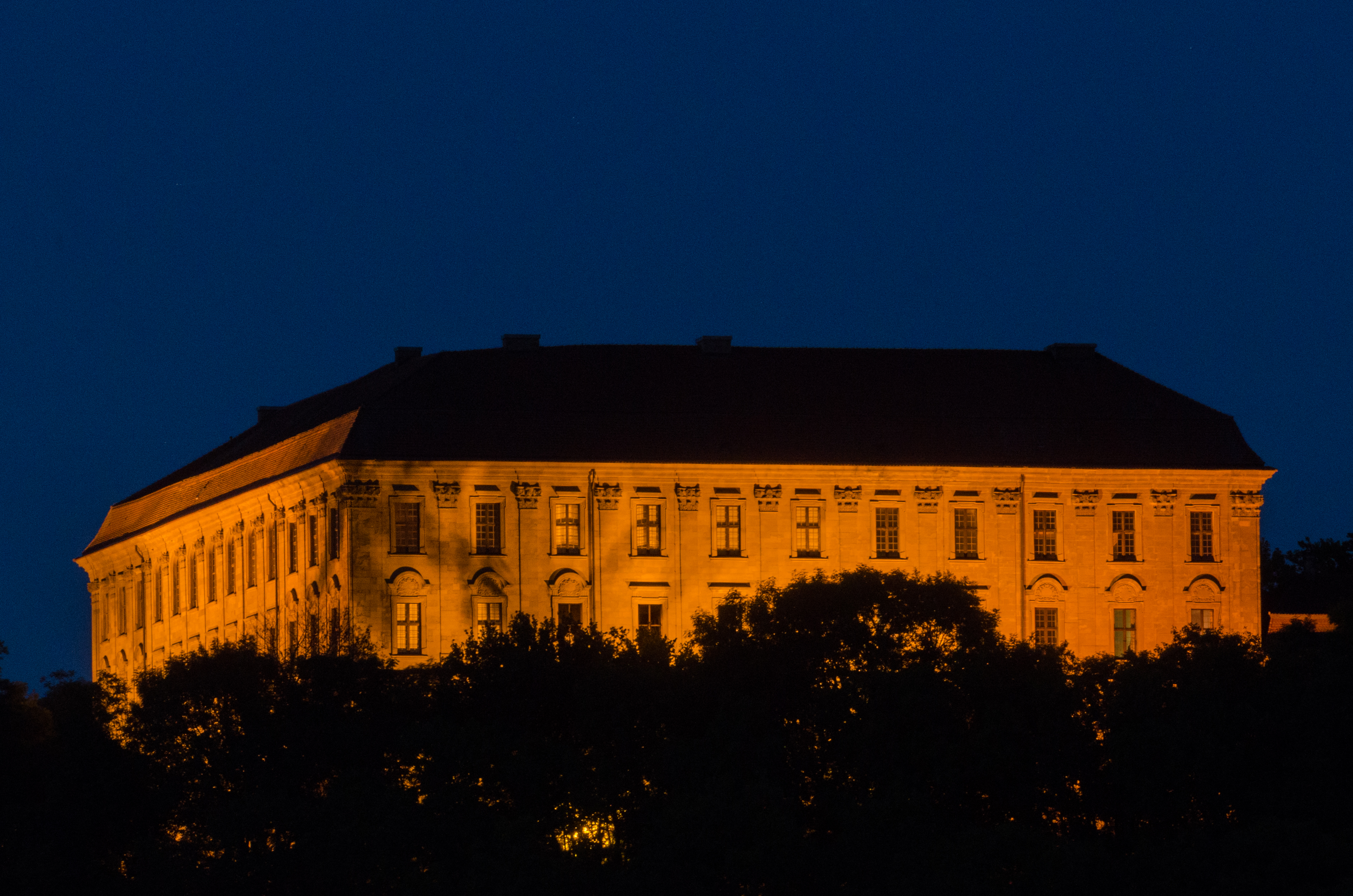
Schloss Schillingsfürst
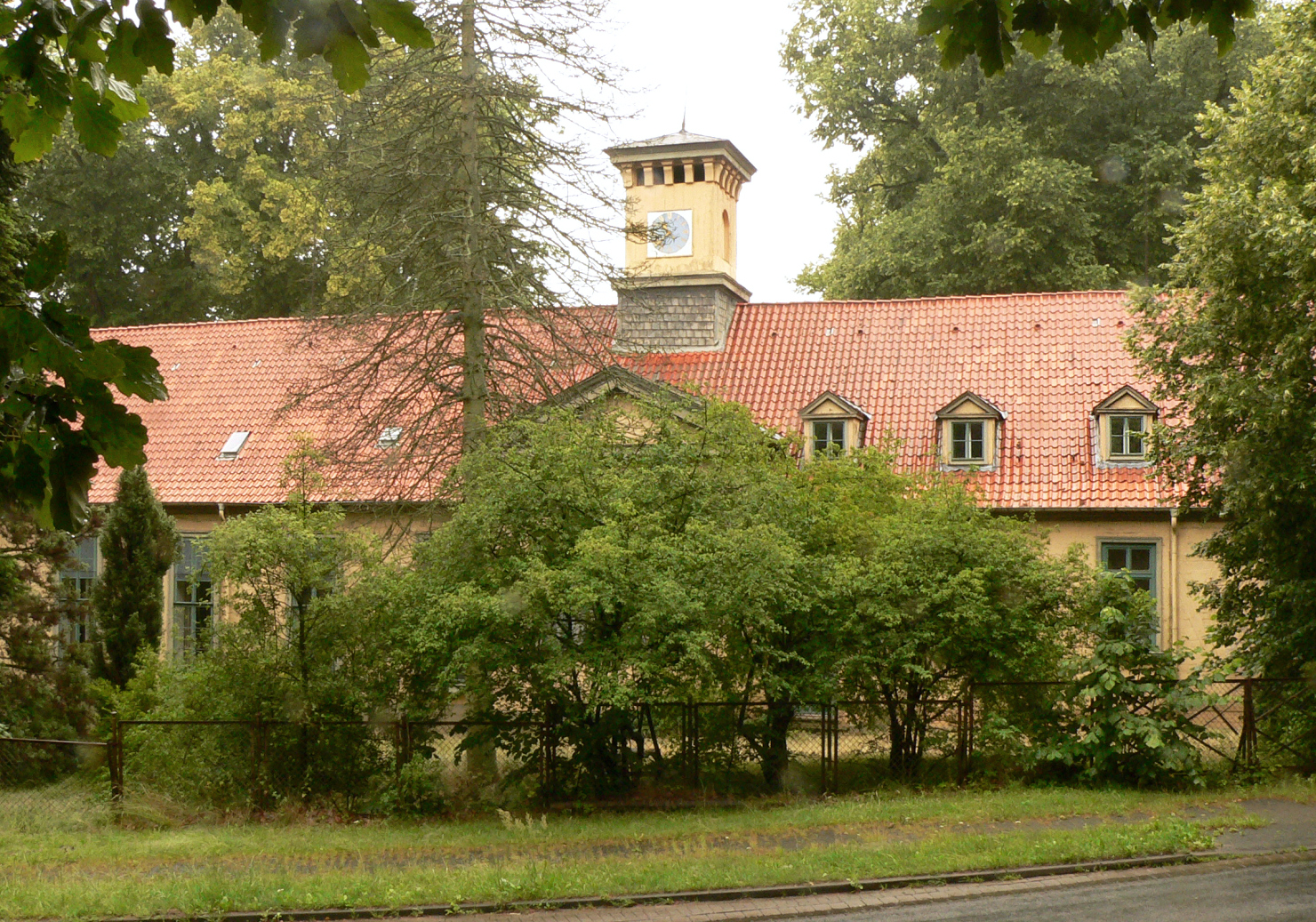
Jagdschloss Göhrde bei Lüneburg
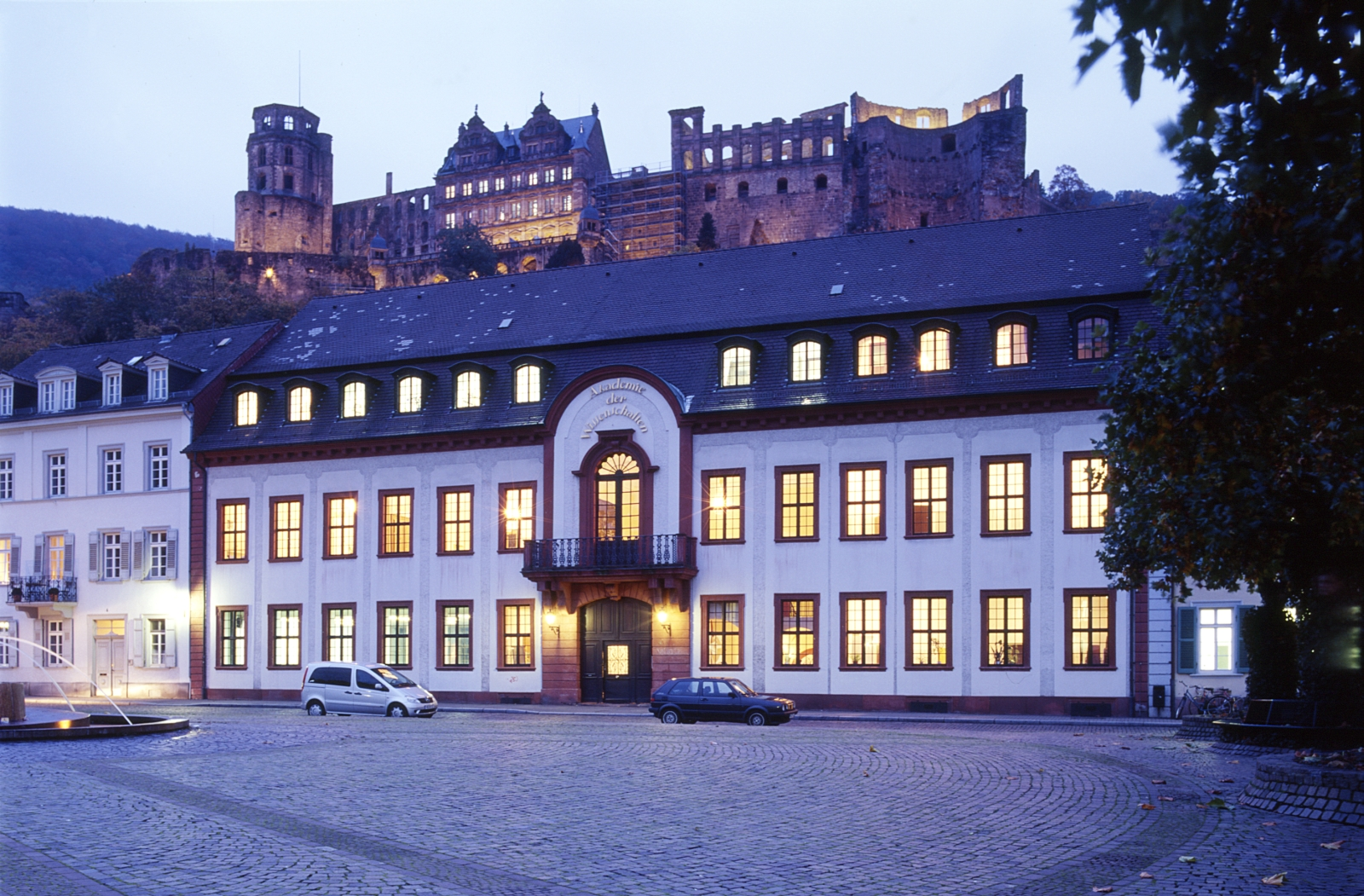
Großherzogliches Palais Heidelberg
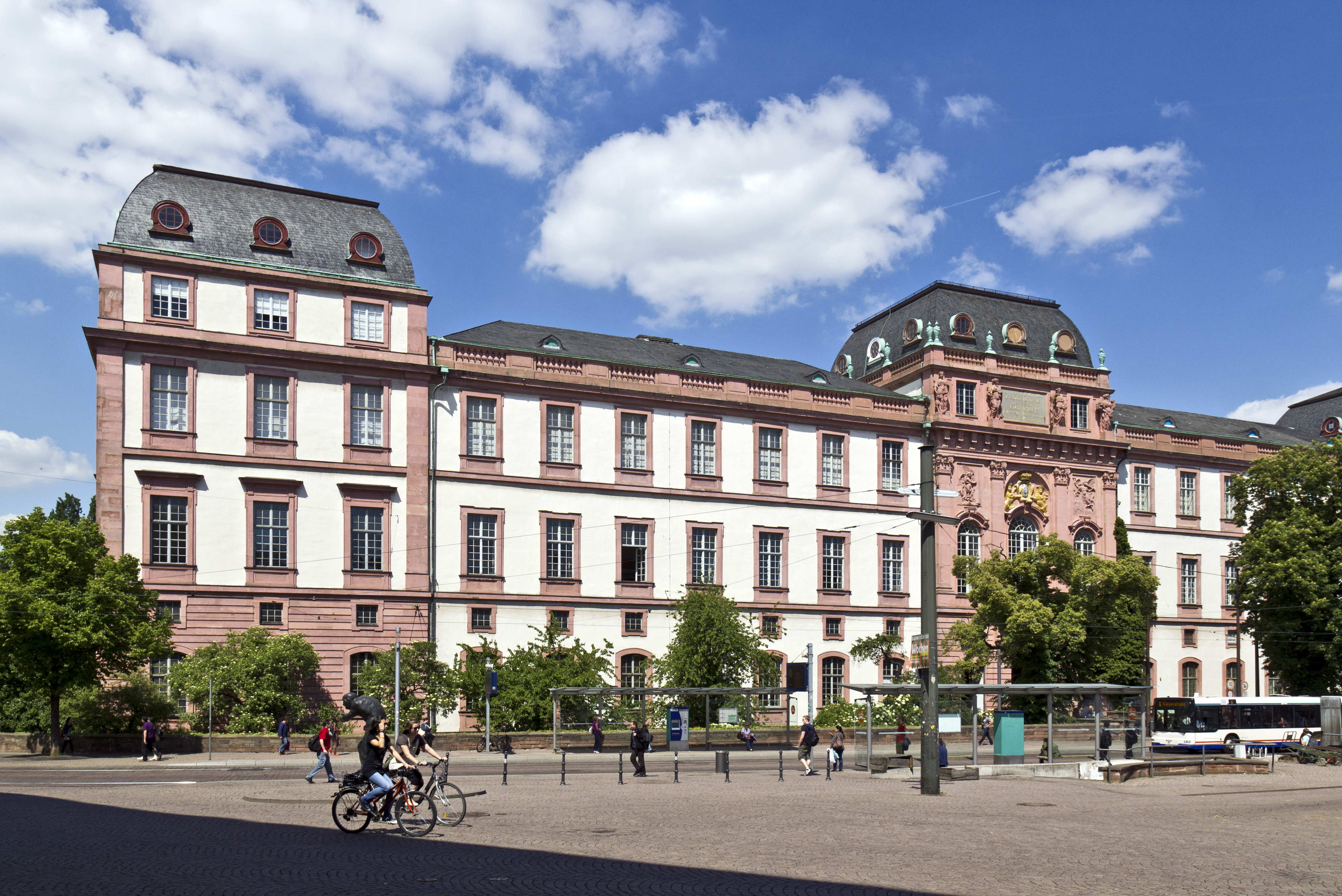
Residenzschloss Darmstadt
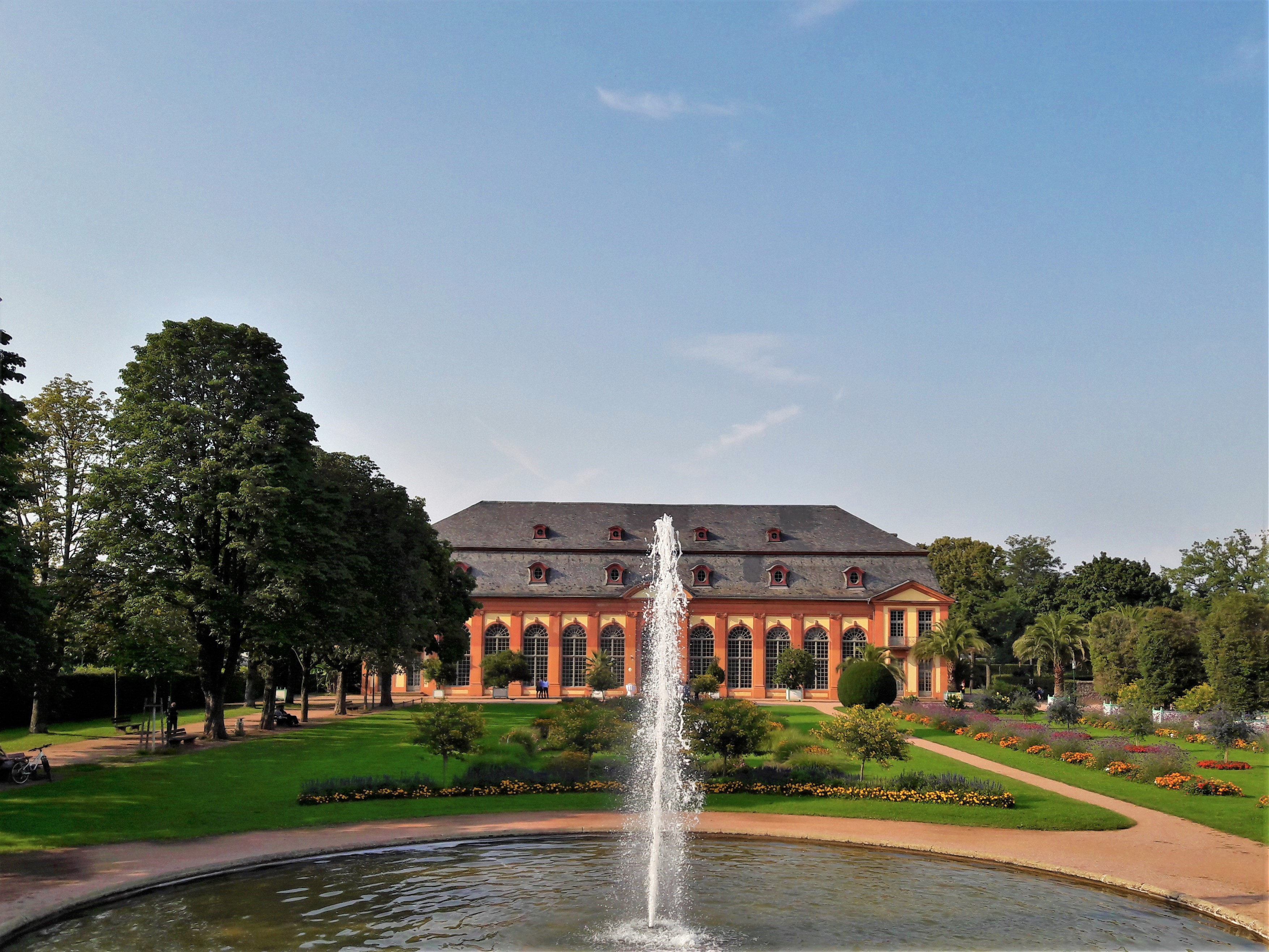
Orangerie-Schlösschen Darmstadt-Bessungen